# Dam Holwerd-Ameland
De Dam Holwerd-Ameland was een dam in de Waddenzee tussen Holwerd en Ameland in de provincie Friesland. Een deel van de dam bestaat nog steeds.

## Ligging
De verbindingsdam begon op het vasteland aan de noordzijde van het dorp Holwerd. De dam naar Ameland had een lengte van ongeveer 8,7 kilometer. Twee kilometer ten zuidoosten van het dorp Buren eindigde de dam bij de waddendijk.

## Geschiedenis
Jonkheer Pieter Jan Willem Teding van Berkhout had plannen voor landaanwinning op de Friese wadden. Hij zocht financiers en richtte in 1870 met een gezelschap de Maatschappij tot Landaanwinning op de Friesche Wadden op. Om de aanslibbing te bevorderen en het slik vast te leggen moest er als eerste een dam over het wantij worden aangelegd. Na moeizame onderhandelingen met de regering (Thorbecke) staken het Rijk en de Provincie elk 200.000 gulden in de onderneming. Tussen 1871 tot 1878 werd er buiten het stormseizoen aan de dam gewerkt door enkele tientallen arbeiders. De totale kosten van de aanleg waren 770.000 gulden.
De dam kwam gereed in 1878 en stak een halve meter uit boven het hoogtij. In de eerste Bosatlas van 1877 werd de dam naar Ameland ingetekend als een rechte brede lijn, hoewel er in werkelijkheid enkele bochten in het trace waren. Samen met zijn personeel heeft Teding Van Berkhout een groot gedeelte van zijn leven doorgebracht in houten keten in de buurt van de dam, hetgeen hem de bijnaam Wadden Piet bezorgde.
In oktober 1881 sloeg een storm een groot gat in de dam. De dam werd hersteld, maar in april 1882 volgde weer een storm. Er was geen geld meer om de dam opnieuw te herstellen. In 1887 wordt financiële steun van de regering voor het project in de Tweede Kamer met 20 tegen 30 stemmen weggestemd. Een brochure van Van Berkhout, die in datzelfde jaar wordt uitgegeven geeft geen resultaat en de werken aan de dam komen geheel stil te liggen. In 1903 wordt de maatschappij geliquideerd. 
De restanten van de dam zijn bij laagtij op enkele plaatsen nog te zien. De dam is met wadlopen nog te volgen. Voor de veerdienst tussen Holwerd en Ameland werd voor de veerdam met een lengte van twee kilometer een deel van de oude dam gebruikt. Over het ontstaan van de dam verscheen in 2020 het boek Waddenwolf van Corine Nijenhuis.

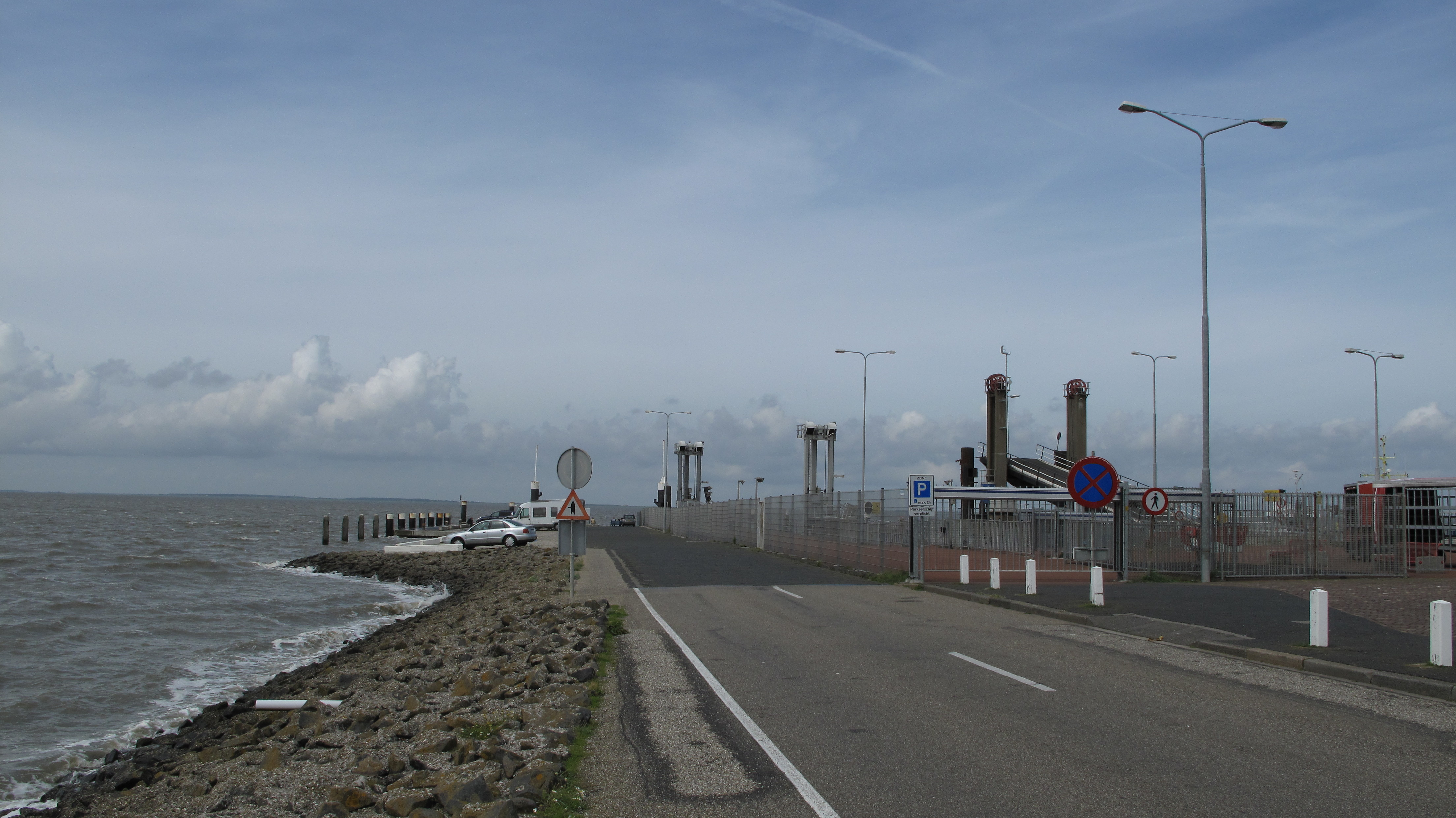
De veerdam bij Holwerd.
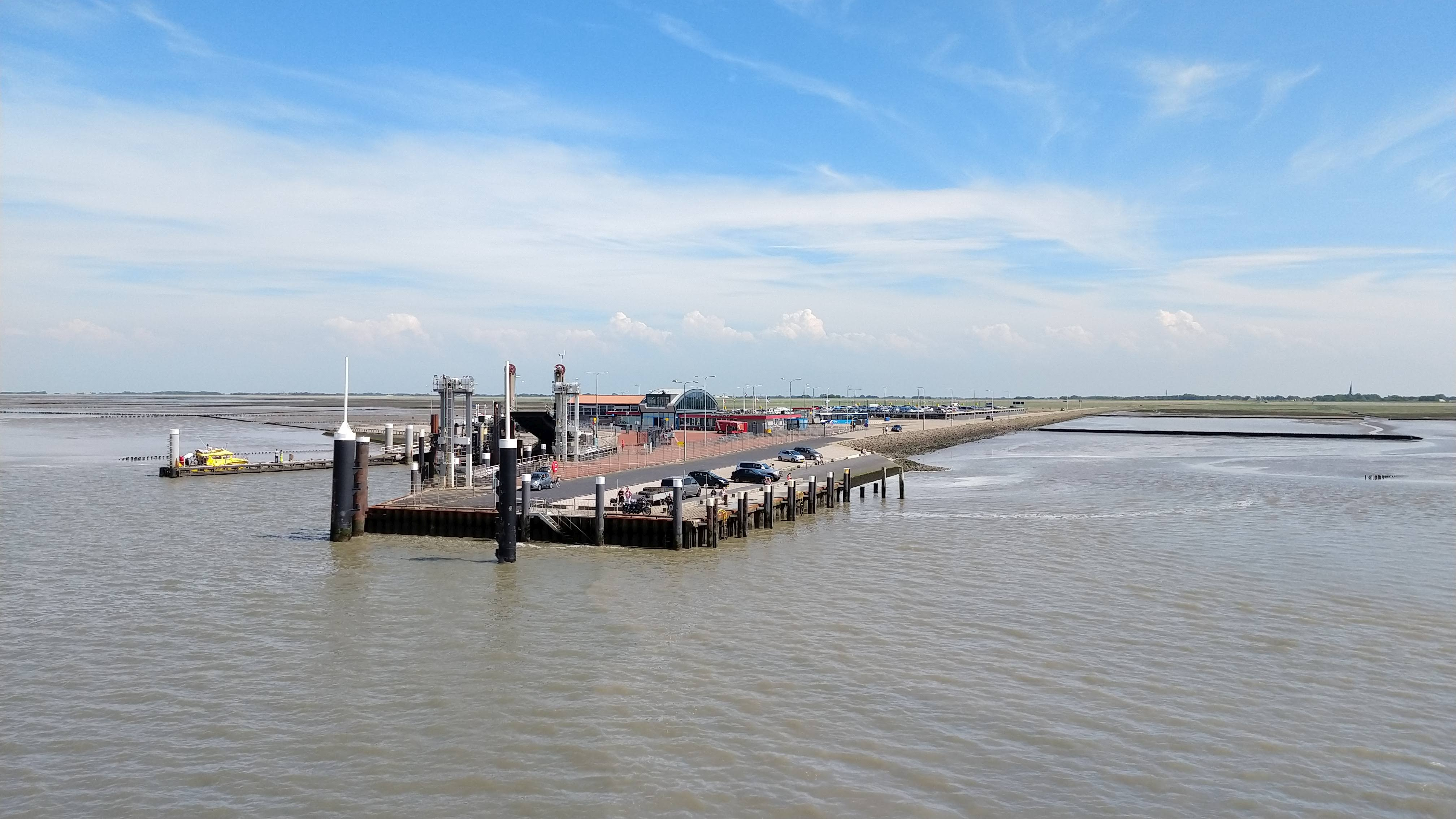
De veerdam bij Holwerd.
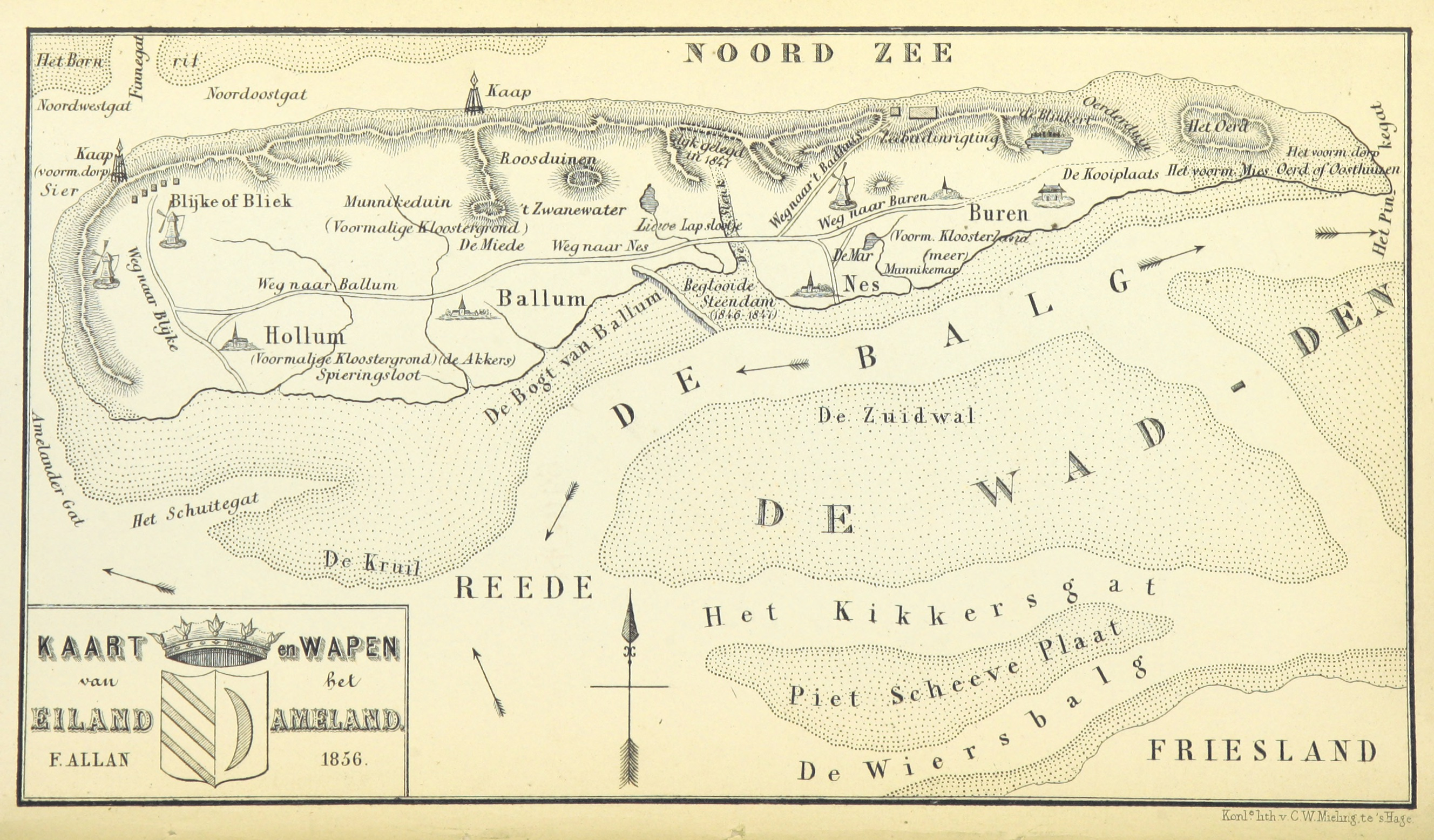
Kaart van Ameland uit het midden van de 19e eeuw.

## Externe verwijzing
- Friesch Dagblad d.d. 21-08-2020: Tragische held wilde Waddenzee droogleggen
- Informatie over het project op de website: Amerlanderhistorie.nl
- Informatie over het boek Waddenwolf (2020), over dit onderwerp, met een video van auteur Corine Nijenhuis